# Cheiracanthium shilabira
Cheiracanthium shilabira – gatunek pająka z rodziny zbrojnikowatych.
Gatunek ten opisany został po raz pierwszy w 2015 roku przez Leona N. Lotza na łamach „Zootaxa”. Jako lokalizację typową wskazano Ileo w Las Kakamega w kenijskim hrabstwie Kakamega. Epitet gatunkowy nadano na cześć D. Shilabiry Smith, która odłowiła materiał typowy.
Samiec ma ciało długości od 7,2 do 7,5 mm przy karapaksie długości od 3,1 do 3,5 mm i szerokości od 2,5 do 2,7 mm, samica zaś ma ciało długości od 7,5 do 8,8 mm przy karapaksie długości od 3 do 3,6 mm i szerokości od 2.2 do 2,7 mm. Szczękoczułki są przysadziste, o sześciu różnej wielkości zębach na krawędzi bruzdy i długich pazurach jadowych. Opistosoma (odwłok) jest kremowożółta ze słabo zaznaczonym znakiem nad sercem, u samca nieco bardziej wydłużona niż u samicy. Genitalia samicy mają szerszą niż dłuższą i pośrodku szeroko wklęśniętą płytkę płciową o otworach kopulacyjnych umieszczonych tylno-środkowo w owym wklęśnięciu i dwóch kieszonkach umieszczonych na przedniej jego krawędzi. Przewody kopulacyjne biegną najpierw w bok, potem ku przodowi, potem zakrzywiają się pośrodkowo, potem biegną ku tyłowi, a ostatecznie lekko skręcają w bok by skończyć w spermatekach, do których to przednio-bocznie uchodzą przewody zapłodnieniowe. Nogogłaszczki samca mają tak długie jak rzepka i goleń razem wzięte cymbium z zaostrzoną dosiebnie apofizą, zwieńczoną wierzchołkiem zaokrąglonym i wierzchołkiem zaostrzonym apofizę retrolateralną, zesklerotyzowaną i kciukowatą w kształcie apofizę tegularną, długi i niemal otaczający tegulum embolus oraz wyraźnie widoczny, acz niezesklerotyzowany konduktor.
Pająk afrotropikalny, znany z Kenii i DR Konga.